# Voci (Mario Lavezzi)
Voci è un album del cantautore italiano Mario Lavezzi, pubblicato nel 1991.

## Tracce
1. Succede - 3:18 (con Gianni Morandi)
2. Meraviglioso amore - 3:59
3. Giorni leggeri - 4:12 (con Lucio Dalla e Riccardo Cocciante)
4. Varietà - 4:33 (con Giulia Fasolino)
5. Per la gloria - 3:33 (con Gianni Bella, Riccardo Cocciante, Giulia Fasolino, Mango e Raf)
6. Insieme a te - 3:44 (con Ornella Vanoni)
7. Nuova emozione - 3:38 (con Giulia Fasolino)
8. Vita - 5:13

## Formazione
- Mario Lavezzi – voce, chitarra acustica, chitarra elettrica
- Michele Bon – tastiera
- Michele Ascolese – chitarra acustica
- Alfredo Golino – batteria
- Emanuele Ruffinengo – tastiera
- Matteo Fasolino – pianoforte, tastiera
- Charlie Cinelli – basso
- Gogo Ghidelli – chitarra acustica, chitarra elettrica
- Franco Ambrosetti – flicorno
- Rudy Trevisi – sax
- Giulia Combo, Paola Folli, Aldo Tagliapietra – cori